# Немачка подморница У-14
Подморница У-14 је била Немачка подморница типа II-Б и коришћена у Другом светском рату. Подморница је изграђена 18. јануар 1936. године и служила је у 3. подморничкој флотили (1. јануар 1936 — 31. октобар 1939) - борбени брод, Школској подморничкој флотили (1. новембар 1939 — 31. децембар 1939) - обука, Школској подморничкој флотили (1. јануар 1940 — 1. април 1940) - борбени брод, Школској подморничкој флотили (1. мај 1940 — 30. јун 1940) - обука, 24. подморничкој флотили (1. јул 1940 — 31. децембар 1940) - обука, и 22. подморничкој флотили (1. јануар 1941 — 1. март 1945) - школски брод.

## Служба
У склопу припрема за напад на Пољску, немачка подморница У-14 испловљава 30. августа 1939. године из базе Мемел, и одлази на своје прво борбено патролирање. Подморница У-14 је вероватно прва подморница која је у Другом светском рату напала један ратни брод. Дана, 3. септембра 1939. године у 20:22 сати, У-14 је уочила и напала пољску подморницу Sep (командант Владислав Саламон). Торпедо које је испаљено ка пољској подморници, експлодирало је на око 200 метара од ње. Немачки командант је касније пронашао крхотине (од торпеда) и малу количину горива, које је исцурело из оштећеног танка за гориво на пољској подморници. Верујући да је непријатељска подморница потопљена, он шаље радио извештај о свом нападу. Три дана касније, 6. септембра, У-14 упловљава у базу Кил, из које креће 13. септембра на своје ново патролирање. Након 17 дана патролирања, она се враћа у базу Кил, и ту остаје до 17. јануара 1940. године, када креће на своју трећу патролну мисију.
У 02:30 сати, 25. јануара 1940. године, норвешки трговачки брод Biarritz је торпедован од подморнице У-14, на око 36 наутичких миља северозападно од Ијмуидена. Брод тоне брзо, а свега један чамац за спашавање са 19 људи је спуштен у море, док су још двоје успели да се спасу пливањем. Преосталих 26 чланова посаде и 11 путника (међу њима и неколико жена) је погинуло. Норвешки трговачки брод Borgholm сакупља 21-ног бродоломника и три тела, и пребацује их у Ијмуиден. Сутрдан, 26. јануара, подморница У-14 упловљава у базу Вилхелмсхафен, одакле две недеље касније, 11. фебруара, испловљава на ново патролирање.
Дана, 15. фебруара 1940. године, у 23:15 сати, подморница У-14 опажа два трговачка брода који плове у линији, са пратњом ескортера, и у 23:40 сати испаљује једно торпедо ка другом броду, али је оно прерано експлодирало. Ипак тај брод, дански трговачки брод Sleipner, је потопљен након поготка торпеда у 23:55 сати, у предњи део брода. Први брод у линији, дански трговачки брод Rhone, стаје да покупи преживеле, и шаље СОС сигнале, али и њега погађа торпедо у 00:00 сати, 16. фебруара, и он тоне.
Комплетна посада са брода Sleipner и преживели са брода Rhone били су спашен од британског разарча HMS Kipling (F 91) - 12 људи, и шведског трговачког брода Standard – 39 људи.
У 21:25 сати, 16. фебруара 1940. године, подморница У-14 уочава и напада два брода, северно од Кинејрд Хеда, торпедујући прво брод Osmed, а 10 минута касније, брод Liana. Шведски трговачки брод Osmed тоне након једног торпедног поготка на око 20 наутичких миља северно од Кинејрд Хеда, заједно са 13 чланова посаде. Преживеле (7 људи) сакупља британски рибарски брод Loch Hope. Шведски трговачки брод Liana је погођен у крму једним торпедом и тоне на око 24 наутичке миље северно од Кинејрд Хеда. Од 20 чланова посаде, 10 је погинуло. Двојицу преживелих сакупља британски рибарски брод Loch Hope, а 8 преживели спашава шведски трговачки брод Santos, који је потопљен 24. фебруара 1940. године од подморнице У-63, и том прилоком гине, 6 од 8 спашених чланова посаде брода Liana.
Дана, 19. фебруара 1940. године, британска подморница HMS Sunfish испаљује плотун од четири торпеда ка нодморници У-14, на око 30 наутичких миља северозападно од Хелголанда, али сва торпеда промашују мету. Сутрадан, 20. фебруара, подморница У-14 упловљава у базу Вилхелмсхафен, и ту се задржава до 3. марта 1940. године, када креће на ново патролирање.
У 04:30 сати, 7. марта 1940. године, незаштићени холандски трговачки брод  (заповедник П. Смит) је погођен једним торпедом, испаљеног са подморнице У-14, и тоне након 20 минута заједно са комплетном посадом од 22 човека. Подморница је опазила брод три сата раније, али је известила да он не носи неутрална обележја.
Два дана касније, 9. марта, у 23:30 сати, британски трговачки брод  (заповедник Александер Џон Вотсон) је био погођен једним торпедом са подморнице У-14, које изазива пожар на броду. Британски трговачки брод  (заповедник Дејвид Ламберт), који се налазио испред торпедованог брода, почиње да се окреће и враћа назад како би помогао торпедованом броду, али у 23:45 сати, и сам је погођен по средини једним торпедом, услед чега брод јако брзо тоне. У 23:55, први торпедовани брод тоне након још једног поготка. Заповедник, 17 чланова посаде и један стражар са брода Abbotsford, су били изгубљени, док су са брода Akeld, погинула свих 12 чланова посаде.
Исти дан у 05:42 сати, незаштићени британски трговачки брод  (заповедник Џ. Симпсон) је торпедован и потопљен од подморнице У-14. Заповедник и 20 чланова посаде је спашено и искрцано 10. марта у Флашинг.
Подморница У-14 се враћа 11. марта у базу Вилхелмсхафен ради попуне и краћег одмора. Дана 4. априла 1940. године, она испловљава у своју нову патролу, али након 32 дана безуспешног патролирања, стиже у базу Кил, где је повучена из борбене службе и до краја рата служи као школски брод за обуку нових подморничара. Да не би пала савезницима у руке, њена посада је потапа 2. маја 1945. године у бази Вилхелсхафен.

## Команданти
- Виктор Оерн (18. јануар 1936 — 4. октобар 1937) (Витешки крст)
- Хорст Велнер (5. октобар 1937 — 11. октобар 1939)
- Херберт Вохлфарт (19. октобар 1939 — 1. јун 1940) (Витешки крст)
- Герхард Бигалк (2. јун 1940. - август 1940) (Витешки крст)
- Ханс Хајдман (август 1940. - 29. септембар 1940) (Витешки крст)
- Јирген Кененкамп (30. септембар 1940 — 19. мај 1941)
- Хубертус Пуркхолд (20. мај 1941 — 9. фебруар 1942)
- Клаус Петерсен (10. фебруар 1942 — 30. јун 1942)
- Валтер Кентоп (1. јул 1942 — 20. јул 1943)
- Карл-Херман Бортфелд (21. јул 1943 — 1. јул 1944)
- Ханс-Јоахим Диркс (2. јул 1944 — 6. март 1945)

## Бродови
| Име брода | Држава               | Тежина     | Година изградње | Датум напада      | Напомена |
|           | Норвешка             | 1.752 тона | 1922.           | 25. јануар 1940.  | Потопљен |
|           | Данска               | 1.066 тона | 1915.           | 15. фебруар 1940. | Потопљен |
|           | Данска               | 1.064 тона | 1916.           | 16. фебруар 1940. | Потопљен |
|           | Шведска              | 1.526 тона | 1903.           | 16. фебруар 1940. | Потопљен |
|           | Шведска              | 1.646 тона | 1898.           | 16. фебруар 1940. | Потопљен |
|           | Холандија            | 1.965 тона | 1917.           | 7. март 1940.     | Потопљен |
|           | Уједињено Краљевство | 1.585 тона | 1924.           | 9. март 1940.     | Потопљен |
|           | Уједињено Краљевство | 643 тона   | 1922.           | 9. март 1940.     | Потопљен |
|           | Уједињено Краљевство | 1.097 тона | 1920.           | 9. март 1940.     | Потопљен |
| --------- | -------------------- | ---------- | --------------- | ----------------- | -------- |